# Womega
Womega is een rock-pop formatie uit Bilzen.

## Biografie
Womega is ontstaan in 1974 uit het samensmelten van Second Rate en Quintet. De eerste line-up bestond uit Jos Bertrand (drums), Herman Merken (zang), Paul Peters (saxofoon, dwarsfluit), Johan (Jen) Vanlessen (bass), Jos Vanlessen (gitaar), Luk (Duk) Vanlessen (gitaar) en Paul Vrijens (keyboards). Manager was Johann Dubois.
Ze traden op zaterdag 17 augustus 1974 op tijdens Jazz Bilzen. Humo recenseerde "een frisse emmer in een hete wei".
In 1976 splitte de groep en werd een tweede line-up samengesteld met Jos Bertrand (drums), Ferre Baelen (bass), Stany Pacan (gitaar), Johnny Moechaers (gitaar, viool, zang) en Paul Vrijens (keyboards, zang).
In 1980 werd er nog een single uitgebracht, in de volgende line-up: Fa Vanham (basgitaar), Herman Merken (zang), Paul Peters (saxofoon), Johan (Jen) Vanlessen (drums), Jos Vanlessen (gitaar), Luk (Duk) Vanlessen (gitaar), Paul Vrijens (piano).
Womega hield op te bestaan in de jaren 1980.

### Discografie
LP A quick step (Skruup Records 162210751) 1975:
- Nympho's belly button (Peters - Vrijens)
- Along came you (Vrijens)
- Christo said (Vanlessen - Vrijens)
- (sweet) Sleeping sixteen (Vrijens)
- Bagatel (Vanlessen)
- Heros of flames (Vanlessen - Peters - Vrijens)
- Tearful thoughts (Peters - Vrijens)
- Tu quoque (Vanlessen - Vrijens - Vanham)

Single (Skruup Records - EMI 4C 006-97 909 B) 1976:
- Don't work yourself
- Doctor make me well

Single (Skruup - 280 47 901) 1980:
- Two red lights
- Emma

### Film
- https://www.youtube.com/watch?v=bEOWwBJlC7Y © BRT 1975